# Wild Wild Son
«Wild Wild Son» es una canción realizada por el DJ y productor holandés Armin van Buuren junto con el cantante Sam Martin. Fue lanzado el 12 de octubre de 2018. por el sello Armada Music

## Listado de canciones
- Descarga digital

1. "Wild Wild Son" – 3:33
2. "Wild Wild Son" (Devin Wild Remix) - 3:43
3. "Wild Wild Son" (Deorro & Reece Low Remix) - 3:58

- Descarga digital (Club Mix)[6]

1. "Wild Wild Son" (Club Mix) - 7:00

## Posicionamiento en listas y certificaciones

### Posiciones semanales
| Lista (2018)                                | Mejor posición |
| ------------------------------------------- | -------------- |
| Bélgica (Flandes) (Ultratip Bubbling Under) | 27             |
| Países Bajos (Dutch Top 40)                 | 12             |
| Países Bajos (Mega Single Top 100)          | 41             |
| Romania (Airplay 100)                       | 42             |

### Posiciones de fin de año
| Lista (2018)               | Posiciones |
| -------------------------- | ---------- |
| Netherlands (Dutch Top 40) | 86         |